# Залетел, Жан
Жан Залетел (словен. Žan Zaletel; род. 16 сентября 1999) — словенский футболист, защитник клуба «Виборг» и сборной Словении.

## Клубная карьера
Занимался в академиях клубов «Рудар» (2011—2015) и «Браво» (2015—2017). Его дебют во Второй лиге Словении за «Браво» состоялся 29 октября 2017 года в матче против «Фужинара» (4:0). Спустя год Залетел подписал контракт с «Целе». В составе «Целе» в чемпионате Словении дебютировал 20 июля 2018 года в игре против «Алюминия» (1:2). В следующем сезоне вместе с командой впервые в её истории стал чемпионом страны. 24 сентября 2020 года дебютировал в еврокубках в рамках квалификации Лиги Европы против «Арарата-Армения» (0:1). В сезоне 2020/21 вместе с «Целе» дошёл до финала Кубка Словении, где клуб уступил «Олимпии» (1:2).

## Карьера в сборной
Выступал за юношеские сборные Словении до 17 (2015—2016) и до 18 лет (2017). Участник Мемориала Гранаткина 2017 года. С 2019 года являлся игроком молодёжной сборной Словении до 21 года. Участник чемпионата Европы 2021 года среди молодёжных команд в Венгрии. В 2021 году впервые попал в заявку национальной сборной.

## Достижения
«Целе»
- Чемпион Словении: 2019/20
- Обладатель Кубка Словении: 2020/21